# Sergio Zanatta
Sergio Zanatta (8 de agosto de 1946) es un exfutbolista canadiense nacido en Italia.

## Trayectoria
Jugó en el Vancouver Columbus y el Vancouver Whitecaps. Estuvo en tres partidos con la selección canadiense en 1968.

## Clubes
| Club                         | País   | Año       |
| ---------------------------- | ------ | --------- |
| Vancouver Columbus           | Canadá | 1965-1978 |
| Vancouver Whitecaps (cesión) | Canadá | 1975      |